# Benjamín Kuscevic
Benjamín Kuscevic Jaramillo (Santiago, 2 de maio de 1996) é um futebolista chileno de naturalidade croata que joga como zagueiro. Atualmente, defende o Fortaleza.

## Carreira

### Universidad Católica

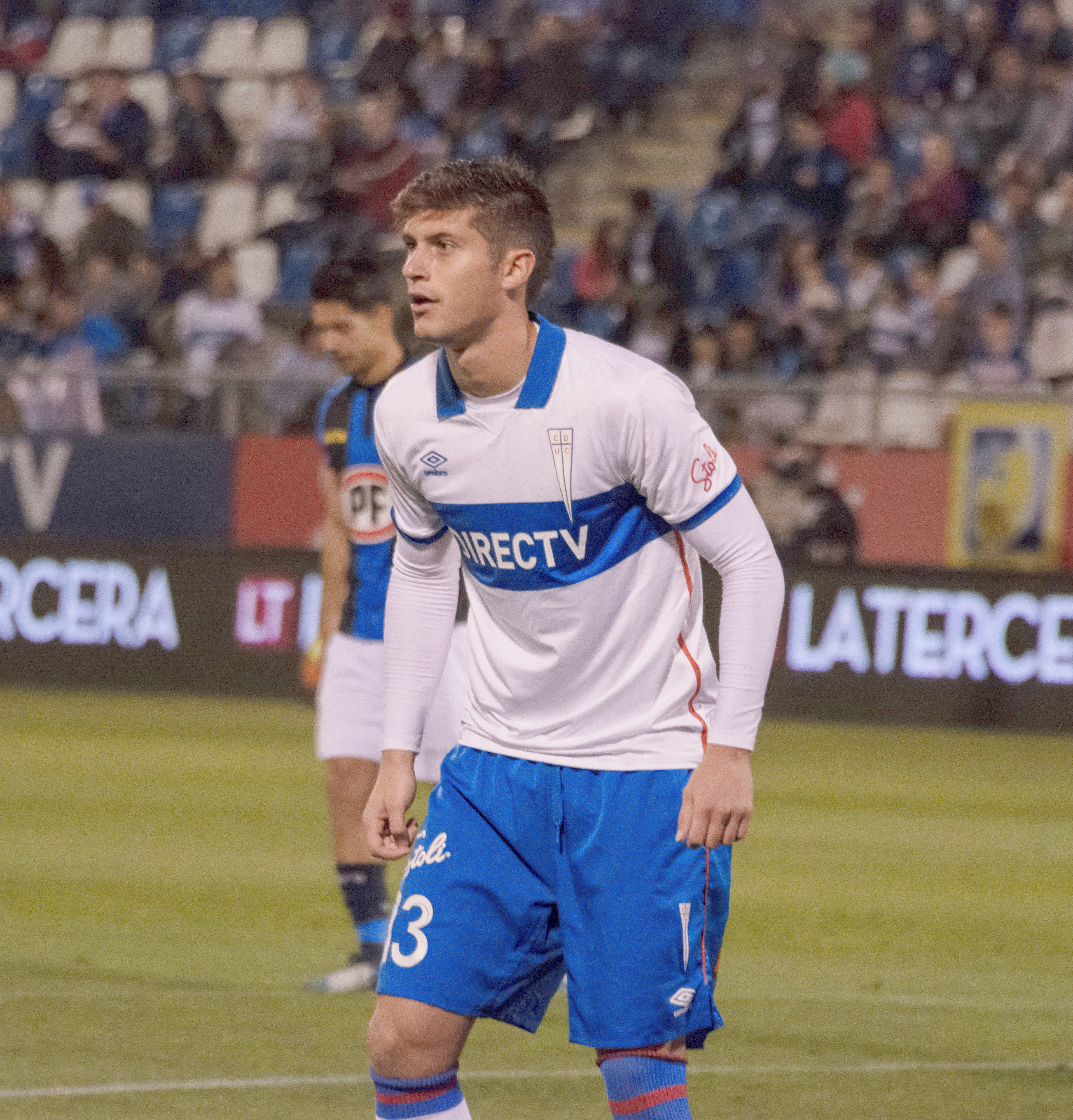
Kuscevic com a em 2018

Kuscevic chegou a Universidad Católica em 2011, aos 15 anos de idade, vindo da Unión Española. Sofreu uma lesão grave que o deixou três meses fora, e só retornou aos gramados em 2012.
Foi campeão da Copa UC Sub-17 de 2013 onde foi titular do torneio. Graças a essas boas atuações, foi convocado para a Seleção Chilena de Futebol Sub-17. Nesse mesmo ano, assinou um contrato profissional com o clube.
Estreou em maio de 2014, aos 18 anos, nos minutos finais da vitória de 2 a 0 contra o Curicó Unido pela Copa Chile de 2014–15.

### Real Madrid (empréstimo)
Em agosto de 2014, Kuscevic foi emprestado por um ano para o Real Madrid, com a opção de compra por €4 milhões. Em setembro, foi confirmado que ele se juntaria à equipe de base, o Real Madrid Castilla.
O zagueiro disputou mais de 85% dos jogos pelo time merengue, o que chamou a atenção do então técnico Carlo Ancelotti, que o convocou para treinar na equipe principal. Entretanto, devido ao alto valor, o clube espanhol decidiu não exercer a cláusula de compra, e Kuscevic retornou à Universidad Católica.

### Palmeiras
Em novembro de 2020, após uma negociação frustrada com o Dínamo Zagreb devido a uma lesão, Kuscevic foi anunciado como novo reforço do Palmeiras. O zagueiro assinou um contrato de cinco temporadas.
Fez sua estreia pelo Alviverde contra o Santos em 5 de  dezembro de 2020, pelo Campeonato Brasileiro.
Durante sua passagem pelo Palmeiras, Kuscevic obteve poucas sequências como titular, já que era a quarta opção para a zaga (após Luan, Gustavo Gómez e Murilo). Sendo assim, ele preferiu sair do clube após três anos, realizando 45 jogos. O zagueiro deixou o Palmeiras como o chileno com mais títulos na história da equipe, superando o meio-campista Jorge Valdivia. Na equipe paulista, ele também é o segundo jogador estrangeiro com mais títulos (oito), atrás apenas de Gustavo Gómez.

### Coritiba
Em fevereiro de 2023, Kuscevic assinou contrato com o Coritiba, válido até o fim de 2026. Na transação, o Palmeiras recebeu 6,2 milhões de reais e mais 20% dos direitos econômicos do meia Raphael Veiga, que se transferiu para o clube paulista em 2017.
Kuscevic estreou no empate em 0 a 0 do Coritiba contra o Independente São Joseense em 12 de fevereiro, no Couto Pereira, pela nona rodada do Campeonato Paranaense, ele iniciou a partida ao lado de Jhon Chancellor, formando a dupla de zaga.
No elenco, Kuscevic conquistou a titularidade da equipe rapidamente, contudo, teve sua campanha no Brasileirão interrompida por uma lesão que o tirou das rodadas 4, 5, 6, e 7 do Campeonato. O chileno marcou seu primeiro gol na 12ª rodada, quando venceram o Goiás por 2-1, e teve a honra de ser o capitão do time do sul na mesma rodada que marcou seu segundo, e último, tento naquele ano.
O jogador novamente esteve ligado a uma lesão na reta final do Campeonato. Na ocasião o jogador teria sido, supostamente, agredido por um companheiro de elenco no vestiário da equipe. Todavia, em nota oficial, o Coxa desmentiu a informação alegando que a lesão ocorreu no decorrer do primeiro tempo da 26ª rodada do Brasileirão.
Ao retornar de lesão, Kuscevic contemplou o rebaixamento do Coxa naquela edição de Brasileirão. A equipe foi a segunda pior defesa do Campeonato, sofrendo 73 gols, e ficou na 19ª colocação. O zagueiro terminou a temporada com 32 jogos, dois gols e conseguiu ser capitão do Coritiba por cinco vezes.

### Fortaleza
Em fevereiro de 2024, o Fortaleza anunciou a contratação de Kuscevic por empréstimo até o final da temporada, com opção para compra.
Em janeiro de 2025, foi adquirido em definitivo pelo clube cearense até 31 de dezembro de 2028, com o Leão do Pici adquirindo 50% dos direitos do atleta junto ao Coritiba.

## Seleção Chilena
Devido suas origens croatas, Kuscevic podia escolher entre jogar pela Croácia ou pelo Chile. Acabou escolhendo pela seleção sul-americana e estreou em novembro de 2018 em partida contra Honduras, ao substituir Gary Medel.

## Títulos
Universidad Católica
- Campeonato Chileno: 2016–C, 2016–A, 2018, 2019 e 2020
- Supercopa do Chile: 2016 e 2019

Palmeiras
- Copa Libertadores da América: 2020 e 2021
- Copa do Brasil: 2020
- Recopa Sul-Americana: 2022
- Campeonato Paulista: 2022 e 2023[27]
- Campeonato Brasileiro: 2022
- Supercopa do Brasil: 2023[28]

Fortaleza
- Copa do Nordeste: 2024